# محافظة نزيريكوري
Nzérékoré هي محافظة غينية تقع في إقليم نزيريكوري وعاصمتها هي نزريكوري. تبلغ مساحة المحافظة 3632 كيلومتر مربع ويقدر عدد سكانها بـ 396،949 نسمة.

## المحافظات الفرعية
تنقسم المحافظة إدارياً إلى 11 محافظة فرعية :
1. نزريكوري مركز
2. بونوما
3. غويكي
4. كوبيلا
5. كوروبارا
6. كولي
7. بالي
8. ساموي
9. سولوتا
10. وومي
11. يالنزو